# Velence
Velence este un oraș în districtul Gárdony, județul Fejér, Ungaria, având o populație de 5.312 locuitori (2011). 

## Demografie
Componența etnică a orașului Velence
     Maghiari (95,26%)
     Germani (1,72%)
     Necunoscut (1,95%)
     Alții (1,07%)
Componența confesională a orașului Velence
     Romano-catolici (35,07%)
     Fără religie (15,81%)
     Reformați (10,52%)
     Atei (2,24%)
     Luterani (1,11%)
     Necunoscută (34,79%)
     Greco-catolici (0,45%)
     Alte religii (1,81%)
Conform recensământului din 2011, orașul Velence avea 5.312 locuitori. Din punct de vedere etnic, majoritatea locuitorilor (95,26%) erau maghiari, cu o minoritate de germani (1,72%). Apartenența etnică nu este cunoscută în cazul a 1,95% din locuitori. Nu există o religie majoritară, locuitorii fiind romano-catolici (35,07%), persoane fără religie (15,81%), reformați (10,52%), atei (2,24%) și luterani (1,11%). Pentru 34,79% din locuitori nu este cunoscută apartenența confesională.